# Woodsia elongata
Woodsia elongata är en hällebräkenväxtart som beskrevs av William Jackson Hooker. Woodsia elongata ingår i släktet Woodsia och familjen Woodsiaceae. Inga underarter finns listade.